# 林炎成
林炎成，前任台南市交通局長。在此之前，他曾經在台南市擔任長達十三年的台南市副交通局長。他曾任台北市停車管理處科長，2004年至當時仍為省轄市的台南市擔任台南市交通局副局長，期間歷經縣市合併，直到2017年初，獲得時任市長賴清德將之升任為交通局局長，於2019年7月因故辭職轉任市府參事。

## 事蹟
- 曾投書風傳媒親自回應來自前交通部長陳建宇對於台南市交通規劃的質疑。[2]回應中期盼陳建宇能詳加論述客觀的環境條件，而非僅以死板的數字直接做粗淺比較，批評台南的交通建設，形成「從台北看天下」的現象。[2]

## 來源
1. ↑  吳孟珉. . 中華日報新聞網. 2017-03-26  [2018-04-13]. （原始内容存档于2018-04-14） （中文）.
2. 1 2  . Yahoo奇摩新聞. 2018-01-03  [2018-04-13]. （原始内容存档于2019-06-09） （中文）. 陳前部長僅用死板的數字粗淺比較，並未詳加論述客觀的環境條件，也抹煞大幅進步的事實和市府多年來的努力成果，令人遺憾。